# Attentat du Los Angeles Times
L'attentat du Los Angeles Times est le dynamitage délibéré du bâtiment (en) du Los Angeles Times à Los Angeles, en Californie, aux États-Unis, le 1er octobre 1910, par un syndicaliste appartenant à l'International Association of Bridge, Structural, Ornamental and Reinforcing Iron Workers. L'explosion déclenche un incendie qui tue 21 personnes et en blesse 100 autres. Il est qualifié de « crime du siècle » par le journal Los Angeles Times, qui occupe alors le bâtiment.
Les frères John J. et James Barnabas McNamara sont arrêtés en avril 1911 pour l'attentat. Leur procès devient une cause célèbre pour le mouvement ouvrier américain. James Barnabas reconnaît avoir posé l'explosif et est reconnu coupable et condamné à la réclusion à perpétuité. John J. est lui condamné à quinze ans de prison pour avoir bombardé une usine de fabrication de fer locale et rejoint ensuite son syndicat en tant qu'organisateur[pas clair].
L'attentat du Los Angeles Times choque les Américains et reste à la fois l'un des actes criminels les plus meurtriers de l'histoire des États-Unis et le crime le plus meurtrier à avoir été jugé en Californie.